# Teddy Bishop
Edward James Bishop, detto Teddy (Cambridge, 15 luglio 1996) è un calciatore inglese, centrocampista del Colchester Utd.

## Carriera
Cresciuto nel settore giovanile dell'Ipswich Town, ha esordito in prima squadra il 12 agosto 2014, nella partita di Coppa di Lega persa contro il Crawley Town. Si è subito affermato come uno di migliori talenti del club inglese, anche se nel corso degli anni ha subito molti infortuni che lo hanno costretto a lunghi periodi di stop.

## Statistiche

### Presenze e reti nei club
Statistiche aggiornate al 3 gennaio 2018.
| Stagione            | Squadra             | Campionato          | Campionato | Campionato | Coppe nazionali | Coppe nazionali | Coppe nazionali | Coppe continentali | Coppe continentali | Coppe continentali | Altre coppe | Altre coppe | Altre coppe | Totale | Totale | Totale |
| Stagione            | Squadra             | Comp                | Pres       | Reti       | Comp            | Pres            | Reti            | Comp               | Pres               | Reti               | Comp        | Pres        | Reti        | Pres   | Reti   |        |
| ------------------- | ------------------- | ------------------- | ---------- | ---------- | --------------- | --------------- | --------------- | ------------------ | ------------------ | ------------------ | ----------- | ----------- | ----------- | ------ | ------ | ------ |
| 2014-2015           | Ipswich Town        | FLC                 | 33+2       | 1          | FACup+CdL       | 0+1             | 0               | -                  | -                  | -                  | -           | -           | -           | 36     | 1      |        |
| 2015-2016           | Ipswich Town        | FLC                 | 4          | 0          | FACup+CdL       | 0+0             | 0               | -                  | -                  | -                  | -           | -           | -           | 4      | 0      |        |
| 2016-2017           | Ipswich Town        | FLC                 | 19         | 0          | FACup+CdL       | 0+1             | 0               | -                  | -                  | -                  | -           | -           | -           | 20     | 0      |        |
| 2017-2018           | Ipswich Town        | FLC                 | 4          | 0          | FACup+CdL       | 0+0             | 0               | -                  | -                  | -                  | -           | -           | -           | 4      | 0      |        |
| Totale Ipswich Town | Totale Ipswich Town | Totale Ipswich Town | 60+2       | 1          |                 | 2               | 0               |                    | -                  | -                  |             | -           | -           | 64     | 1      |        |
| Totale carriera     | Totale carriera     | Totale carriera     | 60+2       | 1          |                 | 2               | 0               |                    | -                  | -                  |             | -           | -           | 64     | 1      |        |